# 안강 노씨
:: 안강노씨(安康盧氏, 慶州)
▣ 관향지
안강현(安康縣)의 성이 5이니, 안(安)·노(盧)·김(金)·황(黃)·염(廉)이요, 중국에서 온 성[唐來姓]이 2이니, 소(邵)·변(邊)이며, 속성(續姓)이 3이니, 윤(尹) 【송생(松生)에서 왔다. 】 ·최(崔)·이(李) 【본부(本府)에서 왔다. 모두 향리(鄕吏)가 되었다. 】이다.
안강(安康)은 경상북도 경주시 북서쪽에 위치한 지명으로 102년(신라 파사왕 23)에 비화현(比火縣)이라 하였고, 757년(경덕왕 16)에 안강(安康)으로 고쳐 의창군(義昌郡: 興海)에 예속되었다. 1018년(고려 현종 9)에는 경주에 속하게 하였고, 1391년(공양왕 3) 다시 나누어 감무를 두었다. 조선 개국 후 태조 때 귀성현으로 개칭되었다가 곧 정종 때 안강현으로 복현되었다. 1413년(태종 13) 경주부 관할이 된 이래 1914년 경주군 강서면으로 개칭되었다가, 1949년 강동면(江東面) 일부를 병합하여 안강읍으로 승격되었다. 1955년 경주읍이 경주시로 승격되어 월성군으로 개칭되었다가 1995년 경상북도 경주시 안강읍이 되었다
▣ 유래
시조 : 노곤(盧坤)
도시조 노수(盧穗)의 여섯째 아들 노곤(盧坤)이 통일신라말에 벼슬을 하며 나라에 공을 세워 안강백(安康伯)에 봉해졌으므로 후손들이 본관을 안강(安康)으로 하게 되었다. 그후 윗대의 계보가 없어 계통을 밝힐 수 없어 고려초 대광 노광한(盧光漢)의 후손 첨정(僉正)을 역임한 노종선(盧從善)과 목사(牧使)를 지낸 노희선(盧禧善)을 각각 1세조로 하는 계통과 고려중기  직장동정 노륜을 1세조로 하는 계통이 있다
▣ 인물
-高麗-
盧光漢- 麗初 大匡
盧源-  軍機監
盧倫- 承同正
盧仁景- 直長
盧禮- 殿中內給事
盧山壽- 承同正
盧洪紀- 奉翊大夫同知密直司事
盧成栢- 奉翊大夫版圖判書
盧卿 - 中郞將
盧天益 - 金吾衛 右領別將
盧僩 長興庫使
-朝鮮-
盧仁度- 敬興府舍人
盧峯- 通訓大夫司宰監正
盧浩 - 司憲府 執義
盧尙志 -司諫院司諫
盧尙友 -成均生員
盧緝 - 副司直
盧膺 - 慶山縣令
盧繕 -龍武侍衛司 副司直
盧盟信 -義興衛 中部司勇(안동 우향계)
盧從善 - 軍器寺僉正, 利城縣監
盧禧善 - 濟州牧使
盧紹宗- 司直
盧繼宗- 司直
盧繼武- 訓練參軍
盧克昌 - 府尹
盧濯 - 進士
盧輔世-東來府使
盧守함 – 成均進士
盧 麒 - 사옹원정,삼척부사
盧景任 : 弘文館 校理
盧景必 : 安奇道 察訪
盧協 : 정주목사
盧啓楨 :兵馬節度使
盧尙樞 : 삭주부사
盧璧燁 : 풍천부사
盧翼燁: 부사
盧慶燁 : 通津府使
▣ 과거급제자(조선시대)
문과
노호(盧浩, 1394년) : 문과 세종(世宗) 1년 (1419) 기해(己亥) 식년시(式年試) 병과(丙科) 6위
노상지(盧尙志, 1395년) : 문과(文科) 세종5년(1423) 식년시 동진사
노진해(盧晉諧)   세종(世宗) 18년(1436) 병진(丙辰)
노모(盧瑁) [문과] 성종(成宗) 8년(1477)
노기(盧麒, ) : 문과(文科) 명종11년(1556) 별시 병과(丙科)(同進士)
노경임(盧景任, 1569 己巳生) : 문과(文科) 선조24년(1591) 별시 병과(丙科)
노협(盧協, 1587 丁亥生) : 문과(文科) 인조15년(1637) 정시 병과(丙科)

무과
노보세(盧輔世)    무과 중종(中宗) 8년 (1513) 계유(癸酉) 식년시(式年試) 을과(乙科) 5위
노성우(盧成祐)   무과 선조(宣祖) 27년(1594) 갑오(甲午) 단독별시(單獨別試)
노세민(盧世敏 辛丑1601) :무과 인조(仁祖)11년(1633) 계유(癸酉)  갑과(甲科) 3위
노우직(盧友直 癸巳1593)   무과 인조(仁祖) 14년 (1636) 병자(丙子)  병과(丙科) 213위
노애남(盧愛男, 1610 庚戌生) : 무과(武科) 인조15년(1637) 별시 병과(丙科)
노노생(盧老生, 1602 壬寅生) : 무과(武科) 인조15년(1637) 별시 병과(丙科)
노계정(盧啓禎, 1695) : 무과(武科) 영조3년(1725) 증광시
노상추(盧尙樞, 1746) : 무과(武科) 정조4년(1780)
노상근(盧尙根)  무과(武科)정조(正祖) 19년(1795) 을묘(乙卯) 정시(庭試)
노익엽(盧翼燁, 1771) : 무과(武科) 순조4년(1804)
노벽엽(盧壁燁, 1786) : 무과(武科) 순조22년(1822)
노경엽(盧慶燁, 1794) : 무과(武科) 순조25년(1825)
노명찬(盧明瓚) [무과] 순조(純祖) 34년(1834) 갑오(甲午)
노진교(盧鎭嶠) [무과] 헌종(憲宗) 12년(1846) 병오(丙午)
노진준(盧鎭峻)  :[무과] 헌종(憲宗) 14년(1848) 무신(戊申)
노선(盧璇) 무과(武科)  (1871)신미(辛未)

사마방목
노호(盧浩, 1394년) 생원시
노순(盧珣) 진사시
노모(盧瑁) [진사시] 성종(成宗) 3년(1472) 임진(壬辰) 식년시(式年試) [진사] 3등(三等)
노탁(盧濯)   사마시(司馬試) 연산군(燕山君) 10년 (1504) 갑자(甲子) 생원(生員) 3등(三等) 24위
노수함(盧守諴, 1516 壬寅生) : 진사시 중종35년(1540) 식년시 삼등(三等)
노기(盧麒,) : 사마시(司馬試) 중종35년(1540) 식년시 삼등(三等)
노원(盧원,   壬戌生)         : 사마시(司馬試) 명종4년(1549) 식년시 삼등(三等)
노천서(盧天瑞, 1523 癸未生) : 진사시 명종13년(1558) 식년시 삼등(三等)
노경필(盧景佖  1554) 사마시(司馬試)  선조(宣祖) 6년 (1573) 생원(生員) 2등(二等) 23위
노팔원(盧八元, 1566 丙寅生) : 진사시 선조39년(1606) 식년시 삼등(三等)
노수룡(盧受龍, 1770 庚寅生) : 사마시(司馬試) 순조22년(1822) 식년시 삼등(三等)
노규태(盧奎泰, 1802 壬戌生) : 사마시(司馬試) 헌종3년(1837) 식년시 삼등(三等)
▣ 인구수
통계청의 인구조사에 의하면 경주노씨는
1985년에는 총 928가구 3,885명,
2000년에는 총 2,057가구 6,496명이 있는 것으로 조사되었다.
2015년에는 총 8,377명(경주 8,000명,안강 59명,선산 172명,의성 146명)이 있는 것으로 조사되었다.